# Fondazione IRCCS Policlinico San Matteo
La Fondazione IRCCS Policlinico San Matteo è un ospedale di Pavia classificato come istituto di ricovero e cura a carattere scientifico, ente a rilevanza nazionale dotato di autonomia e personalità giuridica che, secondo standards di eccellenza, persegue finalità di ricerca, prevalentemente clinica e traslazionale, nel campo biomedico e in quello dell'organizzazione e gestione dei servizi sanitari, unitamente a prestazioni di ricovero e cura di alta specialità.
Il Policlinico San Matteo si caratterizza per la propria realtà polispecialistica e per la forte vocazione all’integrazione di assistenza, didattica e di ricerca; l’importante produzione scientifica ha portato nel 2016 alla pubblicazione di 712 articoli su riviste scientifiche internazionali, con Impact Factor pari a 3586 punti. Le sperimentazioni cliniche sono 455.
Provvede al ricovero ed alla cura di pazienti affetti da patologie acute e croniche e a soddisfare i bisogni della popolazione, mediante l’erogazione di prestazioni e servizi di diagnosi, cura e riabilitazione, in relazione alle risorse assegnate ed alla dotazione tecnologica disponibile, integrate con le attività di ricerca biomedica e clinica.
Nel gennaio 2020, a distanza di quasi cinquant'anni dalla Convenzione del 1972, seguita dall'Accordo 2003, l'Università di Pavia e la Fondazione IRCCS Policlinico San Matteo hanno sottoscritto una nuova Convenzione per lo svolgimento di attività assistenziali, didattiche e di ricerca, a beneficio dei pazienti e dei corsi di studio dell'area medico-sanitaria.

## Storia

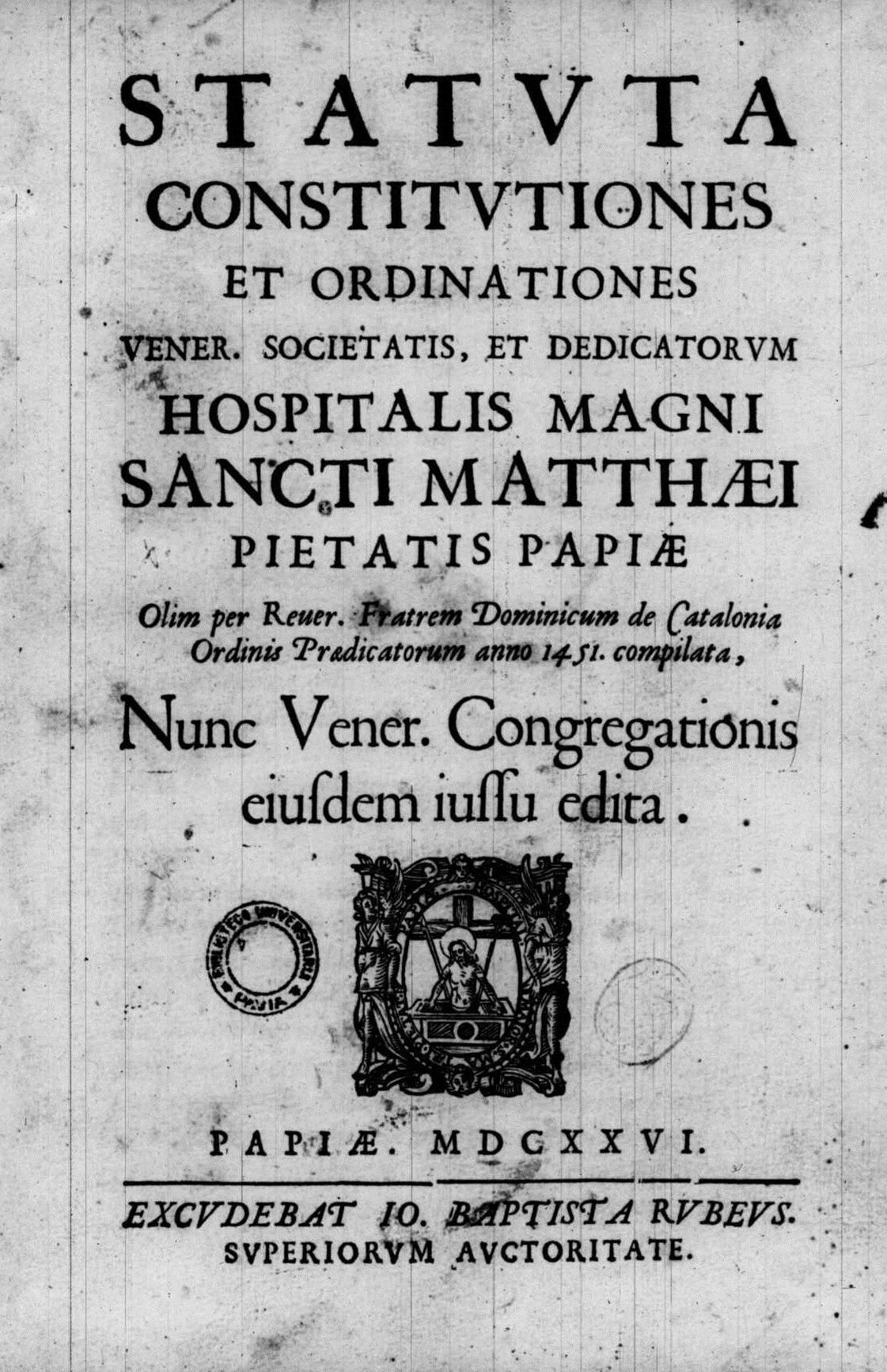
Domenico da Catalogna, Statuta constitutiones et ordinationes venerabilis Societatis et dedicatorum Hospitalis Magni Sancti Matthaei pietatis Papiae, 1626

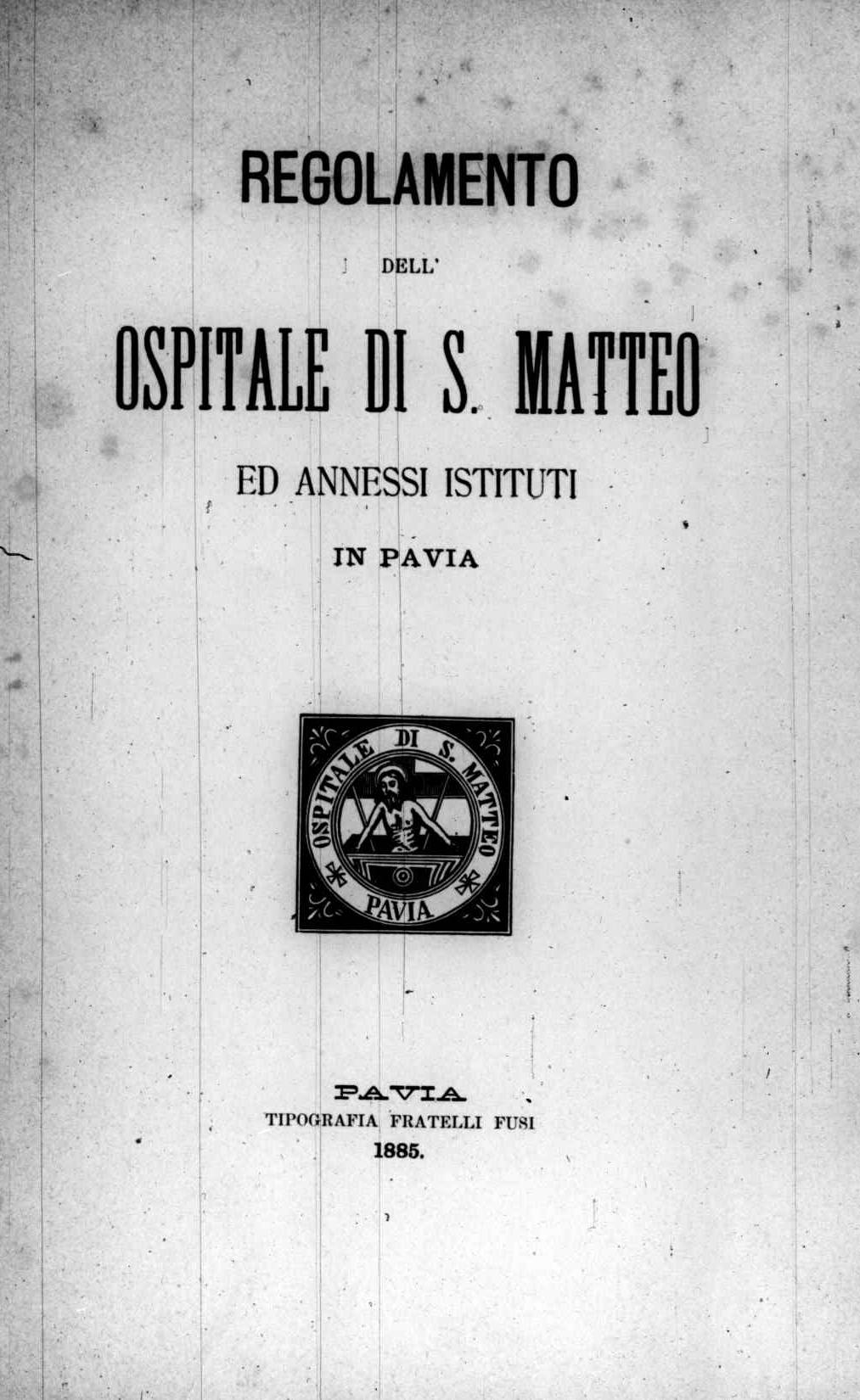
Regolamento dell'ospitale di S.Matteo, 1885

La fondazione dell'hospitale magnum Sancti Mathei sive de la Pietate ad opera dei soci della omonima confraternita laicale, é un caposaldo nella storia dell'assistenza ed è un atto di superamento del sistema ospedaliero medievale.
L'ospedale ‘grande’ di San Matteo o della Pietà viene realizzato su sollecitazione di Domenico da Catalogna, frate domenicano e con l'appoggio dell'autorità laica ed ecclesiastica, da una confraternita laicale costituitasi nel 1448 che vedeva, al fianco dei membri di famiglie nobili, la presenza massiccia della ricca borghesia intenzionata a farsi carico del problema dell'assistenza in sintonia con il movimento di laicizzazione affermatosi a partire dal secolo XIV.
L'ospedale fu intitolato a San Matteo perché sorse dove era situato il monastero benedettino di San Matteo soppresso da papa Nicolò V nel 1449. Era anche detto ospedale della Pietà per sottolineare che la pietas, cioè l'amore verso il prossimo, doveva essere il principio guida della attività svolta lì.
Il nuovo ospedale fu costruito tra il 1914 e il 1932.
Nel giugno 2025 al Policlinico San Matteo di Pavia è stato il primo ospedale europeo a somministrare al di fuori della ricerca sperimentale la terapia genica a due giovani ventenni italiane rispettivamente malate β-talassemia major e anemia falciforme grave.

## Didattica e Pubblicazioni scientifiche
In collaborazione con l’Università degli Studi di Pavia, il Policlinico San Matteo promuove attivamente la didattica e la formazione e l'addestramento di medici, odontoiatri e delle diverse professioni sanitarie con particolare attenzione alle discipline e aree di ricerca di specifico interesse: dai trapianti alle malattie cardiologiche, da quelle pneumologiche alle ematologiche e infettive. Lavora, inoltre, sulle patologie genetiche ad alta complessità biomedica e anche sulle procedure di ecografia e radiologia interventistica di alto profilo.
Per assicurare l'integrazione tra attività assistenziale - didattica - ricerca, i protocolli d'intesa sottoscritti specificano le modalità atte ad assicurare la "programmazione concordata" delle attività dell'azienda ospedaliero-universitaria e della Facoltà di medicina e chirurgia, nel rispetto delle distinte autonomie istituzionali.
Relativamente al carattere scientifico della Fondazione San Matteo, dal 1982 si occupa, secondo standard di eccellenza, di ricerca biomedica distinguendosi per una spiccata integrazione tra ricerca e didattica nei reparti e nei laboratori. Nel 2017 il San Matteo ha prodotto 675 pubblicazioni su riviste scientifiche internazionali. Nell’attuare i programmi di ricerca sperimentale e clinica il San Matteo ha instaurato una fitta rete di collaborazione con numerosi e prestigiosi Istituti di Ricerca internazionali. Attualmente il San Matteo ha in corso varie collaborazioni scientifiche internazionali.
Gli IRCCS sono sottoposti alla vigilanza del Ministero della Salute che garantisce che la ricerca da essi svolta sia finalizzata all'interesse pubblico e di supporto tecnico ed operativo agli altri organi del SSN per l'esercizio delle funzioni assistenziali al fine del perseguimento degli obiettivi del Piano Sanitario Nazionale in materia di ricerca sanitaria e per la formazione del personale.

## Collaborazioni scientifiche
Il Policlinico San Matteo dedica diverse risorse alle collaborazioni scientifiche internazionali. Ne risultano attive diverse:
- In America con la Johns Hopkins Medicine International nel Maryland, l'Università di Boston, la New York Blood Center, l'Università della California - Irvine, la Mount Sinai School of Medicine, l'Edward Lifesciences, la Novartis Vaccines & Diagnostics, l'Amyloidosis Foundation, lo Stanford University Medical Center, la Duke University, la Harvard Medical School e l'Istituto Universitario Escuela de Medicina Hospital Italiano Buenos Aires[11].
- In Africa e precisamente: in Costa d’Avorio con l'Ospedale Generale di Ajamè, nel Sud con l'Università di Stellenbosch e infine con l'Università di Città del Capo.
- In Asia con la Cina con il Terzo Policlinico dell'Università di Pechino, con Guilin Public Health Bureau, con la China Medical College Hospital di Taiwan e in Israele con l'Hassad Medical Center di Gerusalemme[11].
- In Europa coopera in Francia con il Center Hospitalier di Montpellier, in Svizzera con il Celgene International Sarl; in Spagna collabora con l'Universidad Rovira I Virgili a Tarragona e con l'Hospital Universitari Vall D'Hebron a Barcellona, in Svezia con l'Università di Uppsala e ancora, in Germania, con la Ruprech-Karls-Universitat Heidelberg, con la Fresenius Biotech GMBH, con la Maquet Cardiopulmonary AG, la Grifols Deutschland GMBH e la Gambro Dialysatoren GMBH e in Danimarca con il Rigshospitalet[11].

## Linea guida delle ricerche
Il San Matteo ha 240 progetti avviati dei quali 73 nell'area di trapiantologia come per esempio malattie invalidanti di cuore e polmone, trapianti di organi addominali, quelli di midollo osseo e staminali oltre al trapianto riparativo di cellule e tessuti. Sono invece 150 le ricerche nelle malattie d'internistica ad alta complessità biomedica e tecnologica come per esempio le patologie croniche su base immunitaria, gli organi artificiali e l'interventistica mini invasiva o robotizzata.

## Premi e riconoscimenti
Nella World's Best Hospital, classifica annuale dei migliori ospedali del mondo stilata da Newsweek, è risultato il nono ospedale in Italia e il 135° fra i 2.400 ospedali di 30 Paesi monitorati nell'analisi.